# Verstellpropeller

Der Anstellwinkel ist durch drehbare Blätter (rot) variabel

Verstellpropeller sind Propeller, bei denen der Einstellwinkel der Propellerblätter variabel ist, wodurch der Anstellwinkel der Blätter an verschiedene Betriebssituationen angepasst werden kann. Verstellpropeller kommen als Luftschrauben und als Schiffspropeller zum Einsatz.

## Luftfahrt

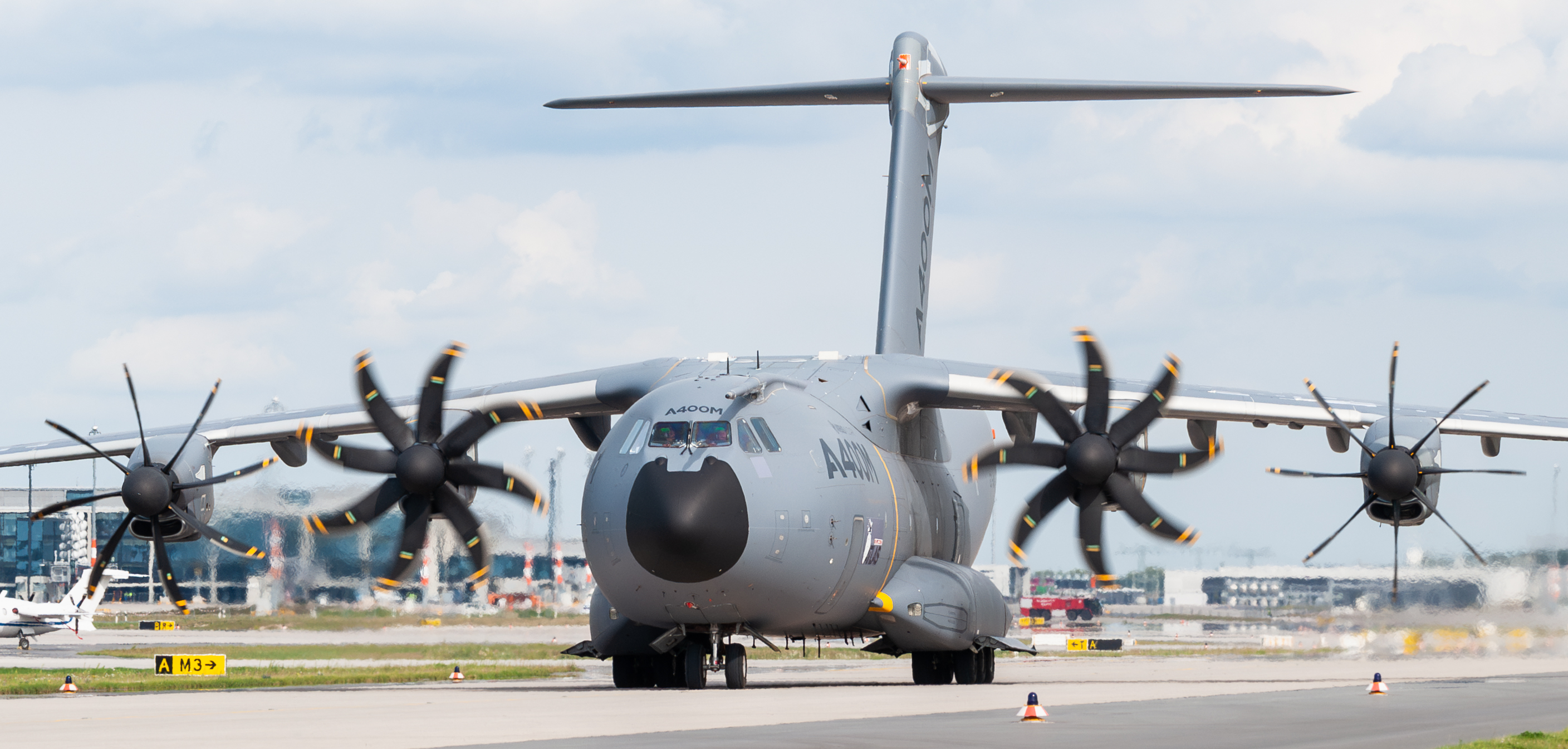
Airbus A400M beim Rollen angetrieben nur von den inneren Triebwerken, äußere Propeller in Segelstellung

Der Verstellpropeller der Luftfahrt ist eine Luftschraube, deren Blatt-Steigung (Pitch) am Boden oder während des Fluges verstellt werden kann.
Verstellpropeller in der Luftfahrt gehen auf Entwicklungen der 1930er Jahre zurück, als aufgrund der zunehmenden Geschwindigkeitsspanne bei Flugzeugen der Festpropeller zunehmend in seiner Leistungsfähigkeit zu begrenzt erschien. Die zunächst verwendeten am Boden verstellbaren Propeller befriedigten nicht, da nur eine Anpassung an den Startplatz oder an den Belastungszustand möglich war. Durch Propeller, die auch im Fluge verstellbar waren, gelang es, während des Starts und auch beim Reiseflug den Propeller an die Umgebungsbedingungen anzupassen. 1936 wurde bei Escher Wyss in der Schweiz der weltweit erste Propeller entwickelt, der auch für die Bremsung nach der Landung verwendet werden konnte.
Der große Vorteil des Verstellpropellers ist die Möglichkeit der Anpassung der Luftschraubensteigung an die tatsächliche Geschwindigkeit, vergleichbar mit einem stufenlosen Getriebe in einem Automobil (CVT-Getriebe). Die vor der Ära der Verstellpropeller bestehende Problematik beim Starten ist in etwa vergleichbar mit dem Versuch, ein Automobil im fünften Gang anzufahren. Darum wurde gewissermaßen „der dritte Gang“ bei Flugzeugen gewählt und eine geringere Endgeschwindigkeit in Kauf genommen.

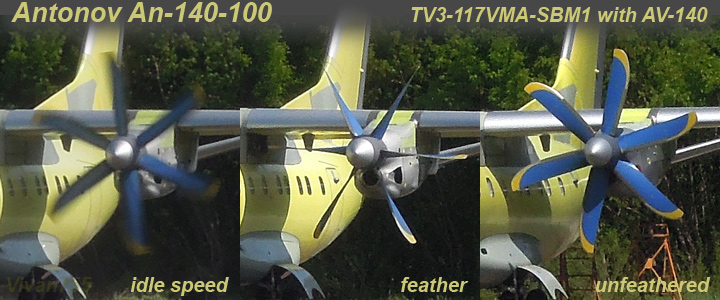
Segelstellung an einer An-140 (Bild Mitte)

Durch die Einführung der Verstellpropeller haben die Leistungsdaten der Flugzeuge einen großen Fortschritt erlebt: Eine Boeing 247 mit Verstellpropeller brauchte bei gleicher Motorleistung 20 % weniger Startstrecke, hatte eine um 22 % bessere Steigleistung und eine 5,5 % höhere Reisegeschwindigkeit. Außerdem erhöht sich bei mehrmotorigen Flugzeugen die Sicherheit, da bei einem ausgefallenen Motor der entsprechende Propeller in Segelstellung (feathered mode) gebracht werden kann. Dadurch dreht sich der Motor nicht mehr zwangsweise weiter, was zuvor zum Brechen der Kurbelwelle aus dem Motorgehäuse führen konnte, und der Luftwiderstand wird deutlich kleiner – die verbliebenen Motoren benötigen weniger Leistung, um das Flugzeug in der Luft zu halten. Auch bei Reisemotorseglern können Verstellpropeller mit Segelstellung verwendet werden, um im motorlosen Flug einen geringeren Luftwiderstand zu erreichen.
Grundsätzlich kommt eine automatische oder manuelle Verstellung in Betracht. Auch kann der Verstellpropeller eine stufenlose Änderung der Steigung oder auch nur bestimmte Stufen ermöglichen. Die höchste Stufe der Entwicklung der Verstellpropeller ist der Festdrehzahlpropeller (Constant Speed Propeller), bei dem die Motordrehzahl konstant bleibt und die Schubkraft nur durch die Verstellung der Propellerblätter geregelt wird. Das bietet den Vorteil, im Bedarfsfall sofort die volle Motorleistung zur Verfügung zu haben, ohne dass erst Massen beschleunigt werden müssen, außerdem ist eine Schubumkehr möglich sowie eine Segelstellung, welche bei Triebwerksstillstand den geringstmöglichen Luftwiderstand bietet. Dies geht so weit, dass bei Modellflugzeugen beim 3D-Fliegen in der Luft angehalten und kurzzeitig rückwärts geflogen werden kann.

### Vorteil
Mehr Schubkraft beim Start und Steigflug, geringere Belastung der Maschine, daraus resultierend deutlich weniger Treibstoffverbrauch. Auch die Möglichkeit der Segelstellung bei defekter Maschine und des Rückwärtsschubes (zum Abbremsen bei der Landung und Rangieren am Flugfeld) machen modernen Flugbetrieb mit Propellermaschinen erst möglich.

### Nachteil
Der Verstellpropeller bedeutet einen zusätzlichen Wartungs- und Kontrollaufwand. Letztlich werden aber unter den Propellerflugzeugen nur noch langsame Klein- bzw. Schulungsflugzeuge und nostalgische Maschinen ohne Verstellpropeller betrieben. Selbst höher motorisierte Varianten der Standardflugzeuge Cessna 172 und Piper PA-28 besitzen Verstellpropeller, neuerdings sogar einzelne Ultraleichtflugzeuge (beispielsweise Flight Design).

### Propellerverstellhebel

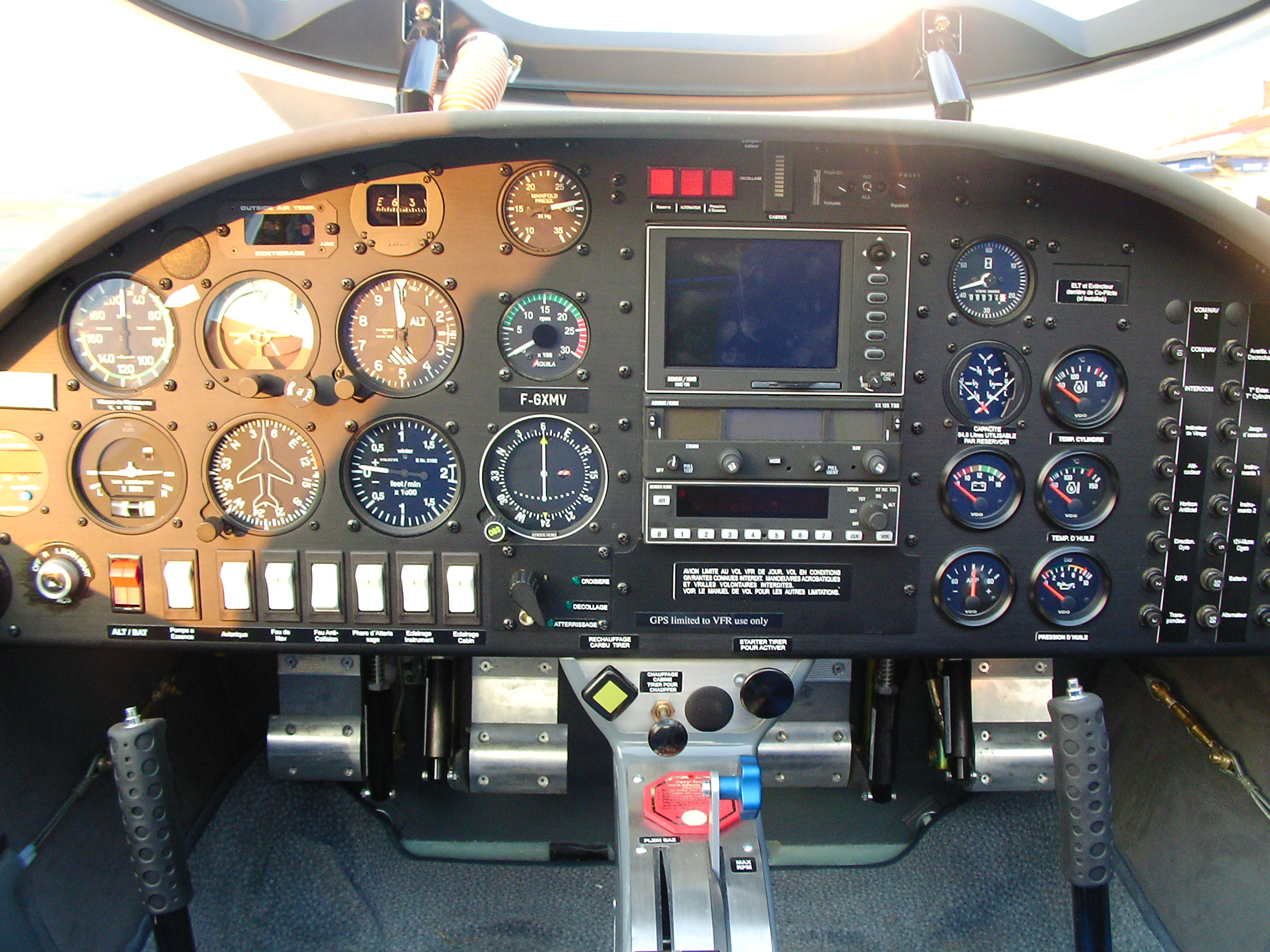
Cockpit Aquila A210 mit Propellerverstellhebel (blauer Griff) auf der Mittelkonsole.

Der Propellerverstellhebel ist ein Hebel als Teil einer mechanischen, elektrischen oder hydraulischen Anlage zur manuellen Verstellung des Einstellwinkels des Propellers von Flugzeugen mit verstellbarer Luftschraube. Dadurch kann in verschiedenen Flugsituationen wie z. B. beim Start, Steig- und Reiseflug oder bei der Landung der Anstellwinkel des Propellers verändert und somit in Verbindung mit der Motordrehzahl eine optimale Nutzung der Propellerleistung erreicht werden.

### Grundlagen Propellerverstellung
Durch Zug oder Schub am Propellerverstellhebel wird der Einstellwinkel des Propellers an der Nabe verändert, womit das Profil des Propellerblatts einen veränderten Anstellwinkel gegenüber der anströmenden Luft einnimmt. Im Standlauf ist der Anstellwinkel gleich dem gegebenen Einstellwinkel. Die durch den Propellerkreis strömende Luft wird dabei nach hinten beschleunigt. Dadurch erhält das beschleunigende Propellerblatt und damit das mit ihm über die Kurbelwelle verbundene Flugzeug nach dem Reaktionsprinzip eine Beschleunigung in Gegenrichtung, also nach vorn.
Bei zunehmender Geschwindigkeit, z. B. im Reiseflug, nimmt der Anstellwinkel der den Propeller anströmenden Luft ab. Dadurch verringert sich der durch das Blatt erzeugbare Auftrieb in Form von Propellerschub und Widerstand, die Drehzahl des Motors nimmt bei gleicher Gashebelstellung zu und der Kraftstoffverbrauch erhöht sich. Um in dieser Situation wieder den optimalen Propellervorschub bei geringerer Drehzahl zu erreichen, wird der Einstellwinkel des Propellers entsprechend den Vorgaben im Flughandbuch des jeweiligen Musters angepasst.
Der einstellbare Winkel ist hier vom Flugzeugmuster abhängig und kann vom vorgegebenen Einstellwinkel bis +90° (Segelstellung) oder auch auf negative Werte eingestellt werden, was zur Schubumkehr genutzt werden kann. Die Propellerstellung wird hier als Blattwinkel am 3/4 Radius des Propellers angegeben.

### Wirkungsweise

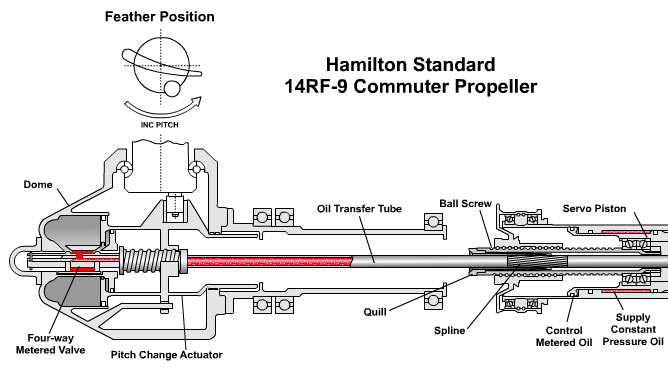
Schnitt durch einen Hamilton-Standard-Propeller mit hydraulischem Verstellzylinder vorn in rot.

Die Blätter des Verstellpropellers sind über Kugel-, Rollen- oder Nadellager drehbar in die Nabe eingebaut. Im vorderen Teil der Nabe sind die für die Verstellung notwendigen Komponenten untergebracht, u. a. ein Verstellkolben und ein Verstellzylinder, wobei entweder Kolben oder Zylinder beweglich ist. Einen möglichen Aufbau stellt das Hamilton-Standard-Propellerdesign dar. Dabei sitzt das Propellerblatt auf einem Kegelrad, das wiederum in ein weiteres, dazu senkrecht liegendes Kegelrad greift. Dieses verfügt wiederum über einen Steuernocken, der innerhalb des Kegelrads in eine Steuerkurve eingelassen ist. Durch Betätigung des Propellerverstellhebels wird Öl in den Verstellzylinder hinein- oder herausgepumpt und so der Druck auf einen Verstellkolben ausgeübt, der wiederum den damit verbundenen Steuernocken über die Steuerkurve im Kegelrad schiebt und dieses somit dreht. Das hierfür benötigte Öl wird dem Motorschmierstoffkreislauf entnommen und dem Verstellzylinder durch ein Regelventil zugeführt. Falls der so erzeugte Druck nicht ausreicht, kann über eine weitere Pumpe Zusatzdruck erzeugt werden.
Heutzutage sind in Flugzeugen fast ausschließlich hydraulische Verstellpropeller zu finden. Die anfangs verwendeten, am Boden (vor dem Start) lediglich manuell verstellbaren, Propeller befriedigten nicht, da hier nur eine einmalige (statische) Anpassung möglich war.

## Schifffahrt

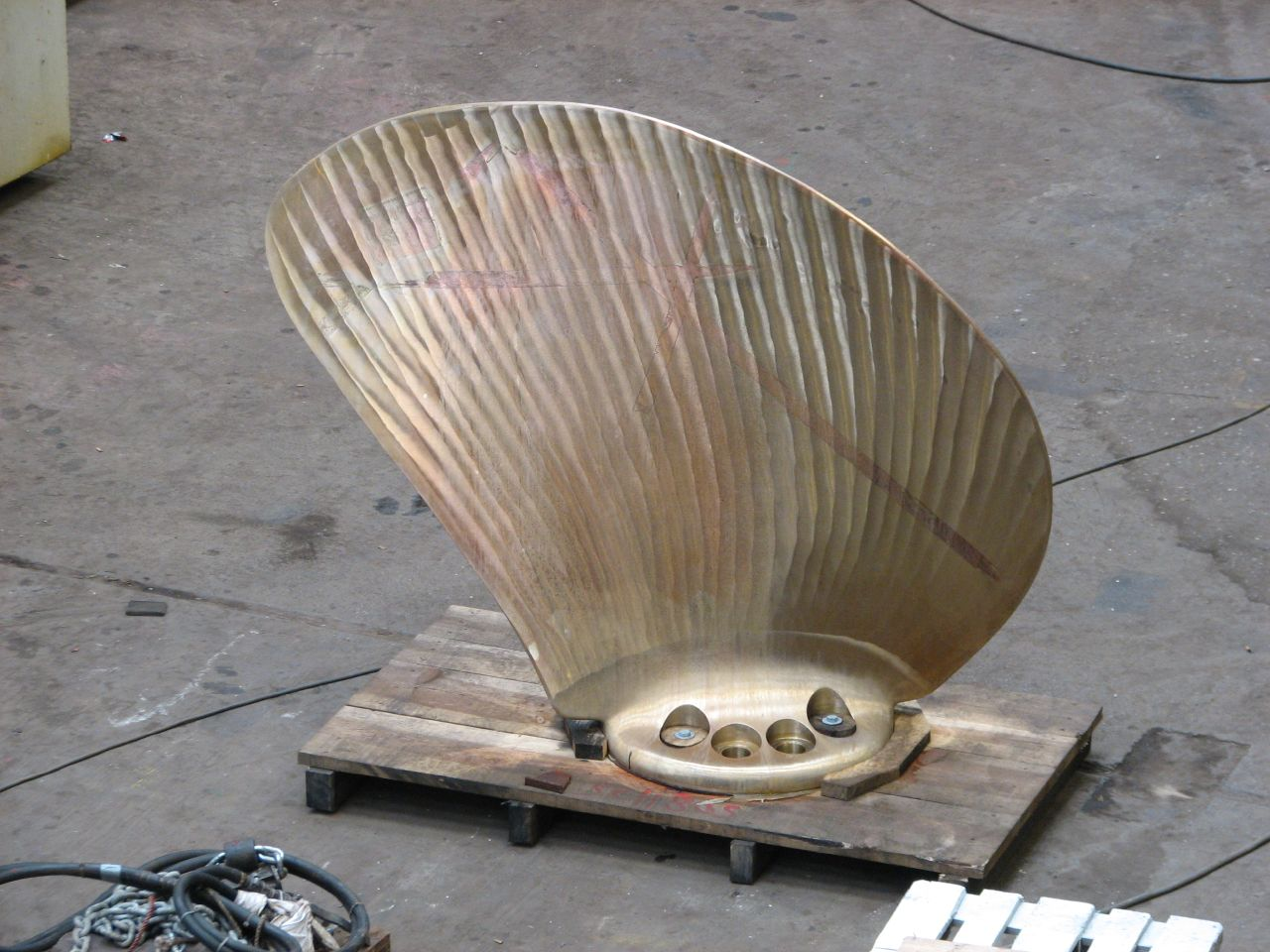
Propellerblatt

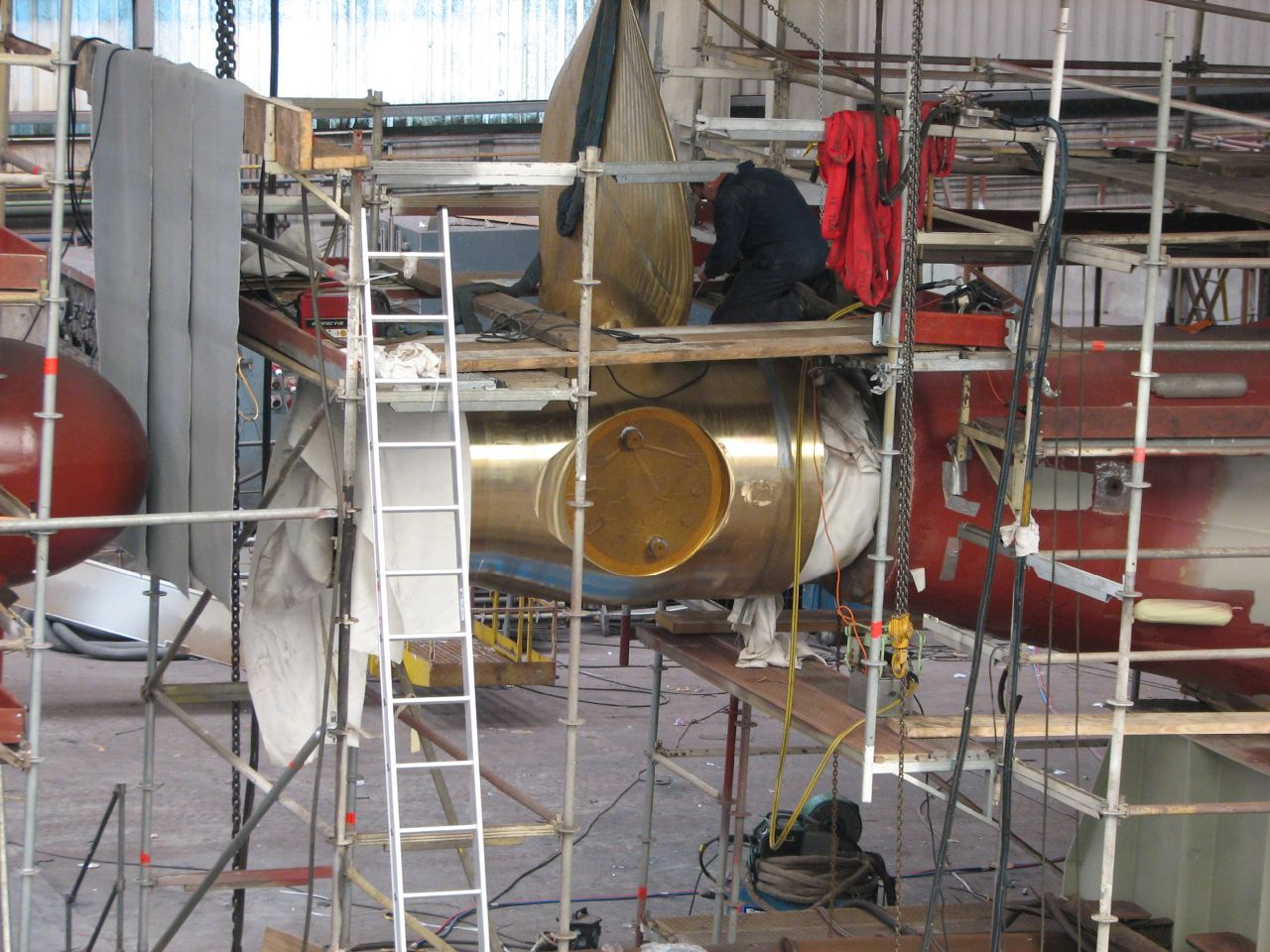
Montage der Propellerblätter

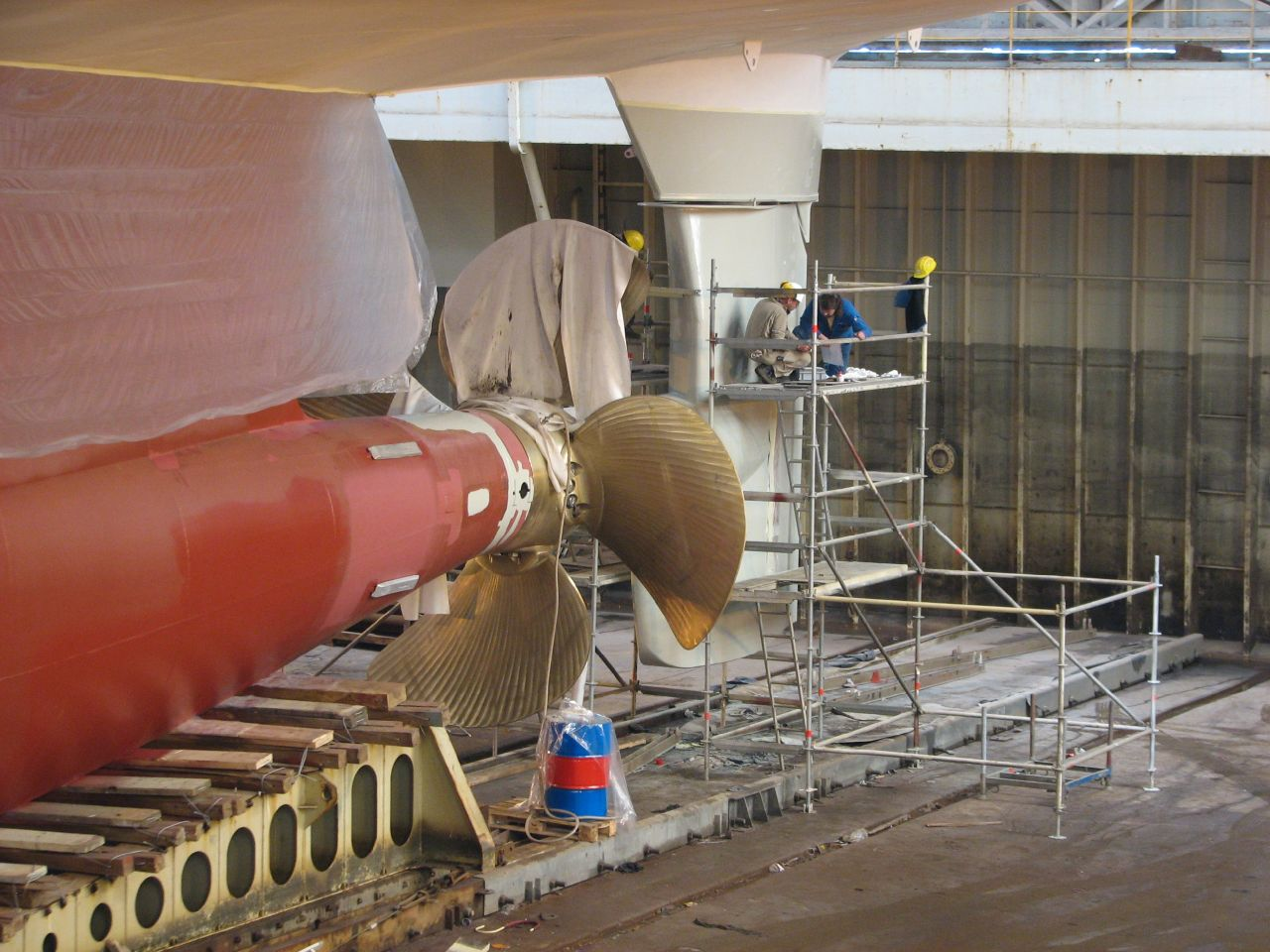
Schiffspropeller

Im Unterschied zum konventionellen Propeller mit fester Steigung, der heute meist aus einem Guss gefertigt wird, sind beim „Controllable Pitch Propeller“ oder Verstellpropeller die Propellerblätter drehbar an der Nabe befestigt. Damit lässt sich die Steigung (engl. pitch) stufenlos von Nullschub in Richtung Voraus oder Zurück verstellen. Verstellpropeller kommen bei Einheiten zum Einsatz, bei denen gute Manövrierbarkeit, Generatorbetrieb und/oder stark unterschiedliche Dauergeschwindigkeiten gefordert sind, z. B. Fähren, Passagierschiffe, Feeder.

### Geschichte
Verstellpropeller existierten mindestens schon seit der Zeit um 1850 patentiert. Ihre komplexe mechanische Bauausführung stand ihrem Erfolg aber lange im Weg. Das Prinzip des modernen Verstellpropellers ging auf den Wasserturbinenbau mit Verstellschaufeln in Kaplan-Bauweise zurück. Verstell-S. wurden ab 1928 an Kriegsschiffen, etwa ab 1935 an Handelsschiffen verwendet. Das schweizerische Unternehmen Escher-Wyss brachte 1934 den ersten Schiffsverstellpropeller moderner Bauart heraus – die auf dem Zürichsee verkehrende Etzel war das erste damit ausgerüstete Schiff. Der Ingenieur Elov Englesson der schwedischen Firma KaMeWa arbeitete Mitte der 1930er Jahre ebenfalls an den Grundlagen zur technischen Umsetzung hydraulisch regelbarer Verstellpropeller und rüstete 1937 testweise den Motorsegler Rane mit einem Prototyp aus. Nach weiteren Einzelbauten im Tanker Dalanäs (1939) und dem Schlepper Herkules (1940) folgte Anfang der 1940er Jahre eine Serie von 20 Minensuchern für die schwedische Marine. 1944 ging das erste seegehende Schiff mit Verstellpropeller, der Stückgutfrachter Suecia der schwedischen Reederei Nordstjernan, mit einer Verstellpropelleranlage von KaMeWa in Fahrt.

### Vorteile
Der Antrieb kann bei laufendem Schiffsmotor von „voraus“ auf „zurück“ umgesteuert werden, was mit erheblicher Zeitersparnis verbunden ist, da die Maschine nicht mehr gestoppt, und auch nicht auf Mindestdrehzahl heruntergefahren werden muss. Damit ist die Manövrierbarkeit wesentlich verbessert.
Die Maschine wird bei Nullschub angelassen und auf Marschdrehzahl hochgefahren, sie wird beim Starten nicht noch zusätzlich durch das Antriebs-Drehmoment belastet. Das Fahrzeug nimmt nicht unmittelbar Fahrt auf, wenn die Maschine gestartet wird. Ein Durchdrehen der Welle und damit der Maschine durch Strömung (z. B. vorbeifahrende Schiffe im Hafen) wird durch den auf Nullschub stehenden Propeller verhindert. Schiffe mit Verstellpropeller besitzen kein Wendegetriebe, allenfalls ein Reduziergetriebe bei schnelldrehenden Motoren. Somit entfällt ein wesentlicher Schwachpunkt im Antriebssystem. Die Effizienz ist bei unterschiedlichen Geschwindigkeiten günstiger als im Falle eines Festpropellers.

### Nachteile
Ein Verstellpropeller ist mechanisch wesentlich aufwändiger und teurer in der Herstellung und dabei weniger robust als ein Propeller mit fester Anordnung der Propellerflügel. Der Verstellmechanismus erfordert einen gewissen Wartungsaufwand und ist ein zusätzliches System, das ausfallen kann. Die Kraftübertragung ist in gewissem Maße geschwächt durch die Mehrteiligkeit von Propellerflügeln und separater Nabe. Die energetische Effizienz des Vortriebes ist zwar über weite Teile des Verstellbereiches gut, aber nicht so optimal wie die Effizienz eines Festpropellers, der in seinem Nenndrehmoment arbeitet.

### Betrieb
Die Verstellung erfolgt bei großen Schiffspropellern hydraulisch, die nötigen Leitungen sind axial durch die Welle geführt. Kleine Anlagen können auch mechanisch verstellt werden. Der Motor wird unbelastet (Flügelstellung Null) auf seine Nenndrehzahl gefahren. Ist diese erreicht, kann der Propeller zum Manövrieren benutzt werden. Bei konstanter Drehzahl ist Generatorbetrieb möglich. Im Falle des sog. Kombinatorbetriebs folgt die Lastregelung den im weiten Bereich parallelen Drehzahl-/Steigungskennlinien.

## Verwandte Systeme
Eine technische Äquivalenz zu Verstellpropellern findet sich in der Wasserkraft bei Kaplan-Turbinen, diese erlauben eine ähnliche Verstellung der Turbinenschaufeln. Fehlt diese Einstellungsmöglichkeit, werden sie als Propellerturbinen bezeichnet.
Moderne Windkraftanlagen besitzen veränderliche Anstellwinkel der Rotorblätter, um einerseits durch veränderte Drehzahl bei unterschiedlichen Windverhältnissen eine konstante Nennleistung abzugeben und andererseits eine Leistungsbegrenzung ohne Strömungsabriss zu ermöglichen.